# Żerca

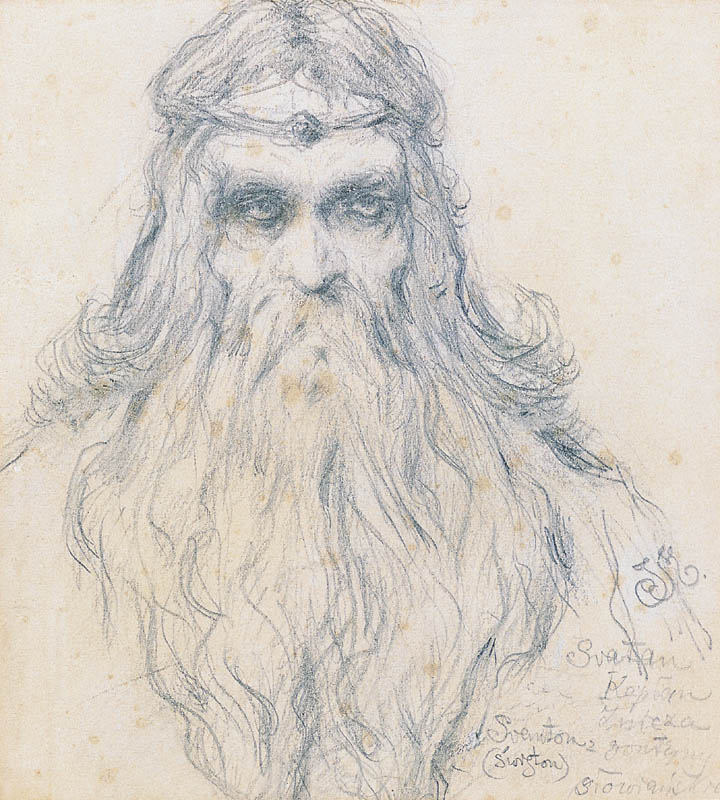
Słowiański kapłan ognia, Jan Matejko, około 1870

Żerca, żyrca – kapłan w religii słowiańskiej, którego nazwa oznacza dosłownie ‘tego, który składa ofiary’. Nazwa ta pojawia się głównie w słownictwie wschodnio- i południowosłowiańskim, a u Słowian zachodnich poświadczone jest tylko w języku polskim. Najwięcej informacji o kapłaństwie słowiańskim pochodzi z tekstów łacińskich dotyczących pogaństwa Słowian połabskich. Z opisów wynika, że zajmowali się składaniem ofiar bogom, wróżeniem i wyznaczaniem świąt. Posiadali wiedzę kosmologiczną i stanowili główne źródło oporu przeciwko chrześcijaństwu.

## Etymologia
W języku staropolskim żerca pojawia się w formach żyrzec, żerzec, żyrca, żerca od początku XV w. do XVI w. w polskich tłumaczeniach Nowego Testamentu jako odpowiednik łacińskiego słowa architriclinus i oznacza ‘swata’, później pojawia się tylko w słownikach, gdzie występuje jako synonim łacińskich słów pronubus, paranymphus, oraz polskich swat, dziewosłąb, hochmistrz, marszałek weselny. Tylko w jednym poświadczeniu żyrcami nazwano wszystkich gości weselnych, swadziebników. Oprócz tych słów, Słownik Samuela Linde wymienia także słowa żerecki z Budnego, żertownik ‘stół ofiarny’ w cerkwi z Pimina i Sakowicza, żertwa lub żartwa oraz żertować, jednakże te słowa uznawane są za pożyczki z języka cerkiewnego. Z tego powodu nie należy jednak uważać, że słowo żyrzec jest pożyczką z cerkiewnego, gdyż w tekstach cerkiewnych słowo architriclinus zostawało slawizowane jako architriklinĭ lub zastępowane przez inne słowo. W przeciwieństwie do słów w językach wschodniosłowiańskich, słowa polskie nigdy nie oznaczały ‘kapłana’, lecz ‘swata’, co tłumaczy się tym, że kapłani pogańscy oprócz składania ofiar bogom zajmowali się także kojarzeniem małżeństw. Zawieranie małżeństw długo wymykało się spod kontroli Kościoła, który stosował za to surowe kary, zanim udało mu się wymusić na ludzie śluby kościelne. Także z badań nad historią polskich swadźb wynika, że swat posiadał cechy kapłańskie .
Za podstawową formę słowa uznaje się formę żyrzec, gdyż ta jest najstarsza i występuje najczęściej, chociaż na podstawie formy staro-cerkiewno-słowiańskiej žьrьcь (žĭrĭcĭ) należałoby oczekiwać formy żrzec, żerca. Z tego powodu Jan Łoś włączył to słowo grupy słów łyżka, dźwirze, chrzybiet, gdzie ь zostało wzdłużone do i. Na zakłócenie rozwoju słowa mogły mieć też słowa tj. żyr, pożyrać: żerca zamienił się w żyrca, a następnie gdy we wszystkich polskich słowach -ir- i -yr- zamieniły się na -er- powstał żerzec i żerca .
Najstarszym poświadczeniem tego słowa jest staro-cerkiewno-słowiańskie жьрьць (žĭrĭcĭ), ‘kapłan’. W innych językach słowiańskich występuje jako rosyjskie жрец (żrec), białoruskie жрэц (żrec), i ukraińskie жрець (żrec)', wszystkie wywodzą się ze staroruskiego жрецъ žrecŭ, oraz bułgarskie i macedońskie жрец (żrec) i słoweńskie (žréc) i wszystkie oznaczają ‘kapłana pogańskiego’. Czeskie žrec zostało zapożyczone ze staroruskiego, podobnie jak serbochorwackie жре̑ц żrec. Formę prasłowiańską rekonstruuje się jako *žьrьcь, która jest rzeczownikiem wskazującym na wykonawcę czynności od czasownika *žьrti oznaczającego ‘poświęcać, składać w ofierze’, który jest kontynuowany przez staro-cerkiewno-słowiańskie жрьти, жрѣти žrěti i staroruskie жерети žereti i oznacza ona dosłownie ‘tego, który składa ofiary’. Czasownik ten pochodzi z praindoeuropejskiego rdzenia *gʷerH- ‘chwalić’ i jest pokrewne litewskim gìrt, łotewskim dzir̃t, staropruskim girtwei, sanskryckim गृणाति, grynati ‘chwalić’, czy łacińskim grātēs ‘wdzięczność’. Od tego czasownika wywodzi się także *žьrtva oznaczające ‘ofiara’ kontynuowane przez staro-cerkiewno-słowiańskie жрьтва, ⰶⱃⱐⱅⰲⰰ žrĭtva, i inne słowa pokrewne.

## Opis i funkcje

### Geneza
Główne informacje dotyczące słowiańskiego kapłaństwa dotyczą kapłaństwa Słowian połabskich. Niejasna jest geneza rozbudowanego kapłaństwa połabskiego: Kazimierz Wachowski przypisywał władcom plemienia Wieletów (Luciców) jednoczesne stanowisko arcykapłanów, a Leszek Paweł Słupecki, który wyraża podobny pogląd, dodaje, że pierwotnie książę-kapłan łączył sfery sacrum i profanum, co później, wśród Wieletów, zostało rozdzielone. Na związki wodzostwa z kapłaństwem wskazuje wielu innych badaczy. Henryk Łowmiański wyraził inne stanowisko – uważał, że rozwój religii zachodniosłowiańskiej w zasadniczych punktach wzorował się na chrześcijaństwie. Ostatecznie jednak poglądy te są spekulacjami, ponieważ źródła średniowieczne nie podają jak przebiegał wybór kapłanów.

### Słowianie połabscy

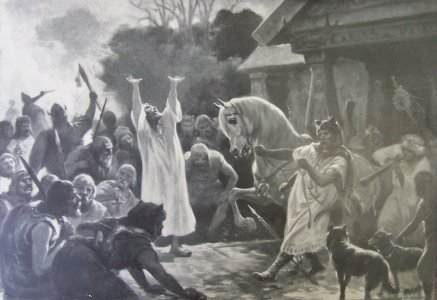
Wróżba przed bitwą, Józef Ryszkiewicz, 1890

Kapłani, w przeciwieństwie do większości słowiańskich mężczyzn, mieli długie włosy i brody, a także nosili długie szaty.
Według opisów kapłani połabscy zajmowali się głównie wróżeniem. Wróżono głównie przy pomocy koni: Saxo Grammaticus podaje, że wśród Ranów trzykrotnie przeprowadzano konia pomiędzy serią lanc wbitych w ziemię pod kątem i połączonych ze sobą, i jeżeli koń za każdym razem rozpoczynał chód prawą nogą, oznaczało to dobrą wróżbę. Według Thietmara podobna wróżba, tylko dwuetapowa, była przeprowadzana w Radogoszczy, a Herbord opisuje, że wśród Pomorzan kapłan trzy- lub czterokrotnie przeprowadzał uzbrojonego konia nad dziewięcioma włóczniami, i jeżeli koń nie dotknął lancy nogą, oznaczało to dobrą wróżbę. Henryk Łotysz opisuje, jak Słowianie chcieli złożyć w ofierze bogom zakonnika – o tym czy poganie mają to zrobić miało zadecydować zachowanie konia, a zakończeniem tej sprawy było pozostawienie zakonnika przy życiu. Władać nad losem ma tutaj bóg, koń jest tylko przekaźnikiem, a kapłan wykonawcą wyroczni.
Helmold w swojej Kronice opisywał, że w gaju boga Proue co poniedziałek gromadził się lud, książęta oraz kapłan, by wymierzać sprawiedliwość. Do głównej, wydzielonej części gaju wstęp miał tylko kapłan, ludzie chcący złożyć ofiarę, lub ludzie, którym groziło niebezpieczeństwo. Saxo opisuje także, że róg, który był przymocowany do posągu Świętowita w Arkonie, także służył kapłanom do wróżb. Saxo opisuje także obrzęd odprawiany po zakończeniu żniw: w kulminacyjnym momencie przynoszono wielki kołacz ofiarny, którego wielkość była podobna do wielkości człowieka, który kapłan stawiał między sobą a ludźmi zgromadzonymi przed świątynią i pytał „widzicie mnie?”, a na odpowiedź twierdzącą mówił: „obyście mnie na przyszły rok nie mogli zobaczyć”, co miało być życzeniem obfitszych plonów w przyszłym roku. Aleksander Gieysztor porównał ten połabski obrzęd do identycznego obrzędu odprawianego przez popa w Bułgarii.
Kapłani znali także się na kosmologii (kapłani szczecińscy tłumaczyli trójdzielność kosmosu), wyznaczali daty świąt i stanowili główne źródło oporu przeciwko chrześcijaństwu.

### Reszta Słowian
Informacje o kapłaństwie słowiańskim dotyczącym Słowian zachodnich spoza grupy połabskiej, a także Słowian wschodnich czy Słowian południowych są bardziej skąpe. W tekstach ruskich w roli kapłanów-czarowników często pojawiają się wołchwowie.

## Władza polityczna

### Wieleci
Lucice, czyli konfederacja Redarów, Czrezpienian, Chyżan oraz Tolężan, zamieszkiwali szeroko pojęty teren wokół rzeki Piany. Z opisu ustroju tej konfederacji przez Thietmara wywnioskować można, że konfederacja nie posiadała scentralizowanej władzy, nie uznawano króla czy księcia, a decyzje były podejmowane zbiorowo na zgromadzeniach. Brak monarchistycznego przywództwa mógł doprowadzić do zwiększenia wpływów kapłanów. Według Bernharda Guttmanna na polityczne znaczenie kapłaństwa miała wpływać zasada jedności wśród kapłanów z Radogoszczy, która nadawała jej także ważne znaczenie polityczne. Niemiecki historyk Wolfgang H. Fritze również zauważa znaczącą rolę kapłanów w polityce jednak zaznacza, że władza nie należała konstytucyjnie w rękach kapłanów Radogoszczy. Natomiast według czeskiej historyk Libušy Hrabovej, kapłani Radogoszczy zyskali na znaczeniu w wyniku presji chrześcijaństwa, a sam gród Radogoszcz zyskał niemal władzę książęcą, przede wszystkim w sprawach polityki zagranicznej. Historyk Roderich Schmidt dodaje także, że powstanie Słowian połabskich w 983 roku rozpoczęło się od zgromadzenia w Radogoszczy oraz że tam odbywały się obchody zwycięstwa z powstania z 1066 r. Inny historyk, Joachim Herrmann, który także odnosił się do tych dwóch wydarzeń wyrażał pogląd, że bez inicjatywy i zgody kapłanów nie doszłoby do żadnej wojny oraz widzi w przymierzu Luciców tajne przymierze zorganizowane przez kapłanów z Radogoszczy, natomiast Manfred Hellmann przyjął pogląd odwrotny i uważał, że kapłaństwo zyskało dopiero na znaczeniu po wygranej powstania, w wyniku którego ludność słowiańska uznała wyższość bogów słowiańskich nad chrześcijańskim. Według Anthony’ego D. Smitha, który dzielił społeczeństwa na lateralne (lateralno-arystokratyczne), otwarte i dynamiczne, i na wertykalne (wertykalno-demokratyczne), które podkreślają swoje więzy etniczne i separują się od świata, Luciców należy przydzielić do grupy wertykalnej, a wspólnota ta powstała przez wspólne doświadczanie wojen. Wertykalność plemienia prowadzi do odrzucenia synkretyzmu religijnego, asymilacji kulturowej i egzogamii. Typowe dla takich społeczeństw jest istnienie wyspecjalizowanej klasy kapłańskiej. Pogląd ten wspiera Christian Lübke.

### Ranowie
Głównymi źródłami informacji o kapłaństwie Ranów jest Gesta Danorum Saxo Gramatyka oraz Kronika Słowian Helmolda. W przypadku tego plemienia, badacze jeszcze mocnej niż w przypadku Wieletów wskazują na dominującą rolę kapłanów w społeczeństwie i polityce. Wskazuje się generalnie na informację Helmolda, że Ranowie jako jedyne słowiańskie plemię posiadało króla, lecz jego autorytet był nikły w porównaniu do kapłana, czy informację Saxo, że kapłani Świętowita posiadali 300 koni i tyle samo jeźdźców. Według Svena Wicherta taka kategoryczna interpretacja jest nieobiektywna, ponieważ większość badaczy w ogóle pomija pierwszą informację Helmolda o kapłaństwie, gdzie według niego król i kapłan mieli równą pozycję. Wskazuje także na fakt, że Saxo nie wspomina o roli kapłanów podczas negocjacji po poddaniu Arkony Duńczykom. Bardziej umiarkowane poglądy były głoszone np. przez Manfreda Hellmanna, który uznawał koegzystencję władzy książęcej i kapłańskiej. Joachim Herrmann i Evamaria Engel uznawali natomiast, że kapłani wpływali na decyzje polityczne przy pomocy wyroczni oraz swojego autorytetu. Wskazują także na sytuację, gdzie rugijski kapłan zobaczywszy, że chrześcijański kapłan, który przybył wraz ze saksońskimi kupcami na targ na Rugii, odprawiał tam chrześcijańskie nabożeństwo, wezwał króla i lud i domagał się ekstradycji chrześcijańskiego kapłana, którego chciał złożyć w ofierze bogom jako zadośćuczynienie za propagowanie chrześcijaństwa. Sytuacja ta według nich dowodzi, że kapłan nie posiadał władzy wykonawczej.

## Galeria

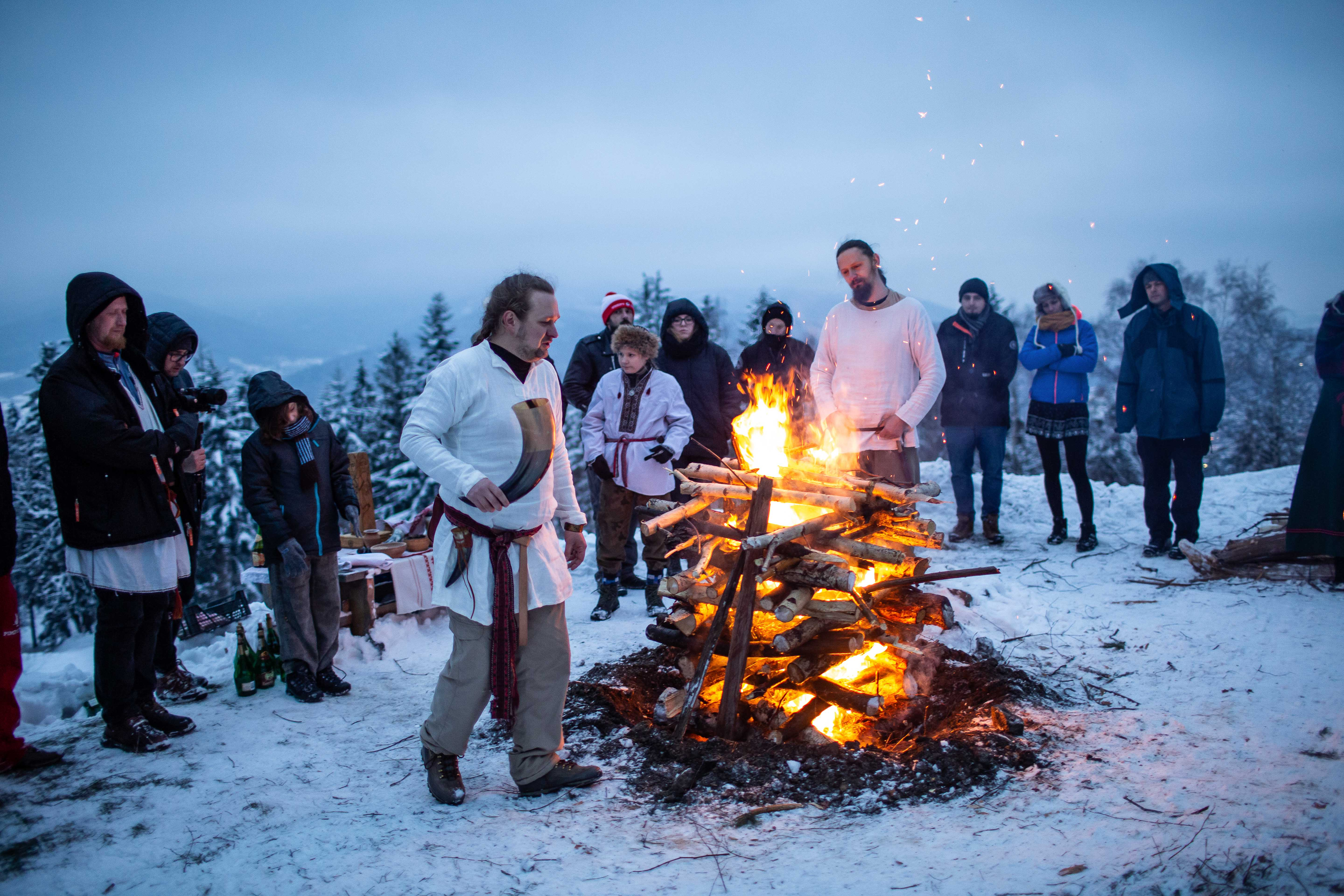
Współcześni żercy rodzimowierczy
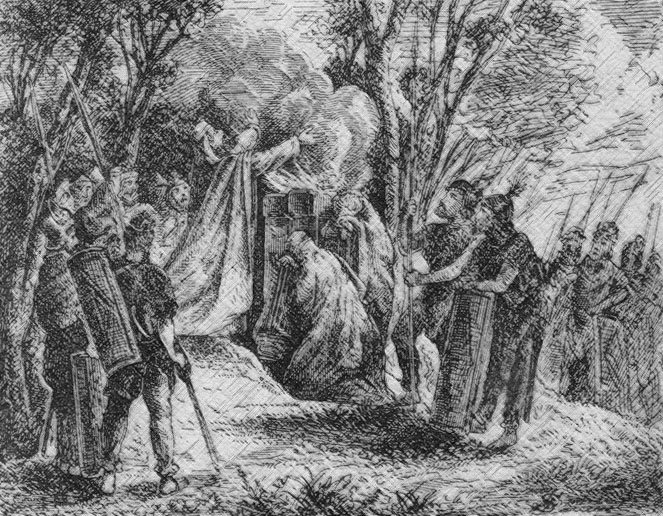
Sloveni služe bogovima, Kosta Mandrović, 1885
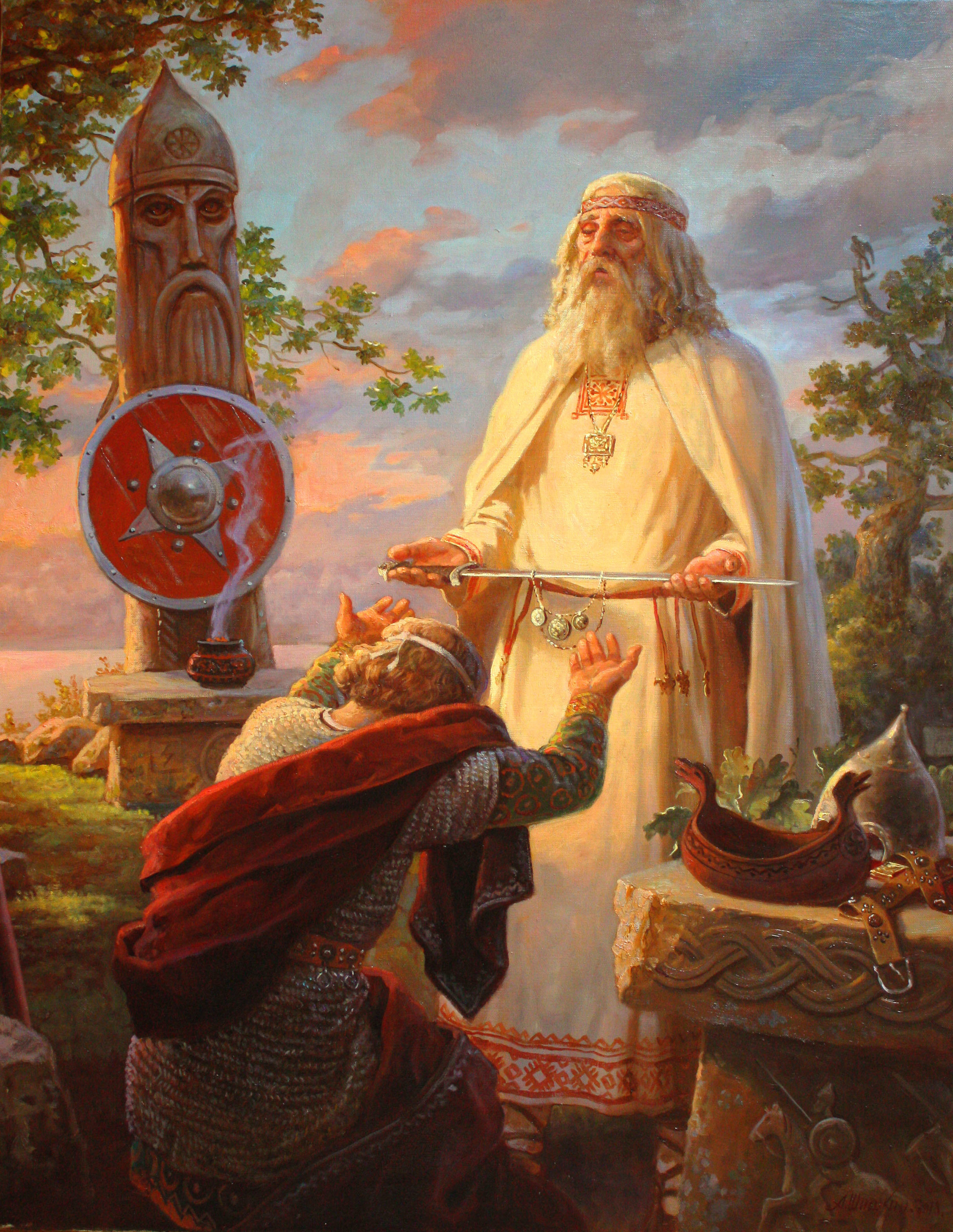
Błogosławienie wojownika, Andriej Szyszkin, 2018
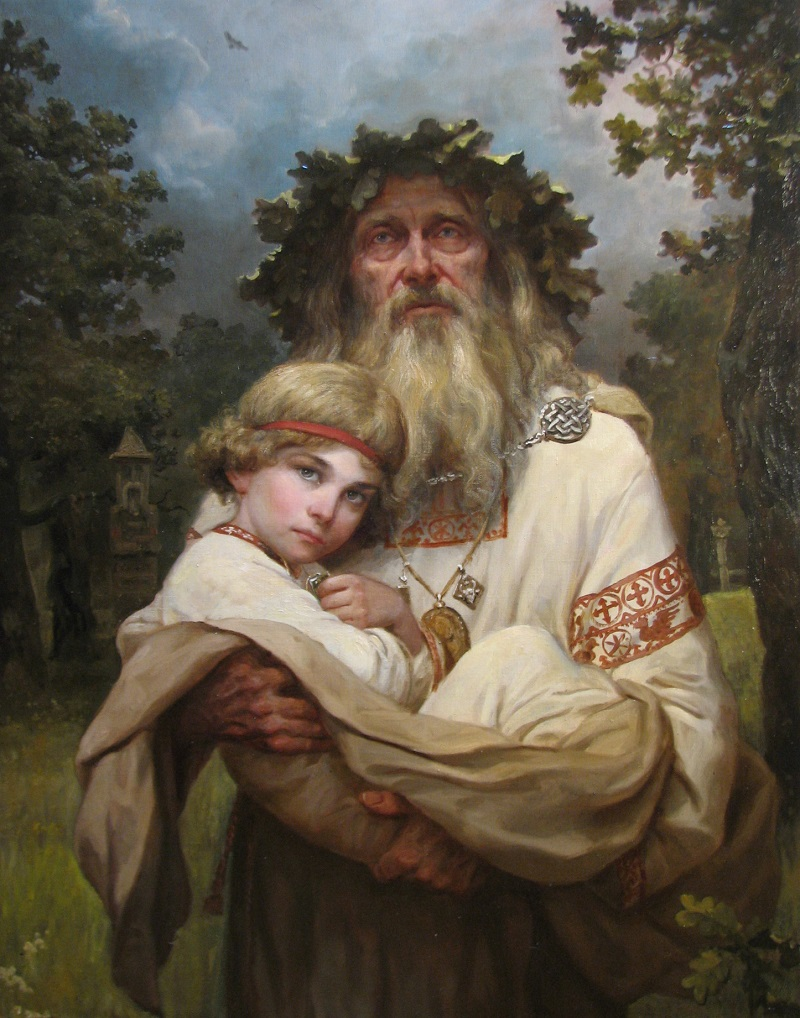
Nadawanie imienia, Andriej Szyszkin, 2012